# Línea M7 (AUVASA)
La línea M7 de AUVASA une a primera hora de la mañana el pueblo de La Cistérniga con el centro de Valladolid. Tiene servicio de lunes a viernes laborables.

## Frecuencias
| DÍA                | LUGAR DE SALIDA | HORARIO DE SALIDA |
| ------------------ | --------------- | ----------------- |
| Laborables         | LA CISTÉRNIGA   | 6:50              |
| Sábados y festivos | SIN SERVICIO    | -                 |

## Paradas
Nota: Al pinchar sobre los enlaces de las distintas paradas se muestra cuanto tiempo queda para que pase el autobús por esa parada.
| Hacia Plaza Fuente Dorada                 | Correspondencia con líneas:      |
| ----------------------------------------- | -------------------------------- |
| Cº Yeseras Polideportivo                  | 13 18 19                         |
| C/ Cuesta Redonda Piscinas Municipales    | 13 18 19                         |
| C/ Castillejo fte. 4-6                    | 13 18 19                         |
| Pza. Mayor fte. 29                        | 13 18 19                         |
| C/ Lucio Zumel esq. Avda. Soria           | 13 18 19                         |
| Avda. Soria 32                            | 13 18 19                         |
| Ctra. Soria fte. Políg. San Cristóbal     | 18                               |
| Ctra. Soria esq. Pmo. San Isidro          | 17                               |
| Ctra. Soria raqueta cuartel Guardia Civil | 17                               |
| Pº San Isidro 43 entrada túnel            | 17 19                            |
| Pza. Circular 7 esq. Industrias           | M3 3 17 18 19 U1                 |
| C/ Nicolás Salmerón 19 esq. Labradores    | M3 3 18 19                       |
| Pza. Caño Argales                         | M3 3 6 9 13 14 18 19             |
| Pza. Madrid 2                             | M3 3 6 9                         |
| Pza. Fuente Dorada                        | M1 M2 M3 M4 M5 M6 1 2 3 4 6 8 24 |